# Mount Tom
Mount Tom – szczyt w Sierra Nevada w Kalifornii (USA). Wysokość 4163 m n.p.m.
Pierwszego odnotowanego wejścia dokonał Thomas Clark około roku 1860.